# Cyanocorax yucatanicus
Cyanocorax yucatanicus é uma espécie de ave da família Campephagidae.
Pode ser encontrada nos seguintes países: Belize, Guatemala e México.
Os seus habitats naturais são: florestas secas tropicais ou subtropicais e florestas secundárias altamente degradadas.